# Portrait de femme en noir
Le Portrait de femme en noir est une petite huile sur toile de Renoir conservée au musée de l'Ermitage de Saint-Pétersbourg.
Composée vers 1876, il est signé A. Renoir et représente en buste Anna.
(Correction 17-11-2014 : l'article wikipedia en espagnol indique que ce modèle posait pour Renoir et d'autres peintres, dont Manet et que ce dernier la fit poser pour Nana. Or, on trouve dans différentes sources (dont ,) que le modèle de Nana de Manet était Henriette Hauser, maîtresse du prince d'Orange.).
Renoir fit la connaissance d'Anna à Montmartre. Elle est accoudée du côté gauche et fixe le regard. La jeune femme en chignon est vêtue de noir, seul un ruban bleu foncé autour du col tranche sur le corsage. Ses poignets sont cachés de dentelle. L'élégance discrète de la jeune femme est soulignée par ses boucles d'oreille, sa broche dans le chignon et son léger maquillage, gage de coquetterie à l'époque. Les couleurs de la carnation et du bleu du ruban sont reprises par la tenture des murs.